# Kreuz Osnabrück-Süd
Kreuz Osnabrück-Süd is een knooppunt in de Duitse deelstaat Nedersaksen.
Op dit klaverbladknooppunt ten zuiden van de stad Osnabrück kruist de A33 Osnabrück-Bielefeld de A30 Gildehaus-Bad Oeynhausen.

## Geografie
Het knooppunt ligt in de stad Osnabrück. Nabijgelegen stadsdelen zijn Nahne, Voxtrup en Schölerberg. Dorpen in de buurt van het knooppunt zijn Georgsmarienhütte en Bissendorf. Het knooppunt ligt ongeveer 4ten zuidoosten van het centrum van Osnabrück.
Nabij het knooppunt ligt de Osnabrück Zoo.
Het knooppunt ligt midden in het natuurgebied TERRA.vita.

## Geschiedenis
Tot begin jaren tachtig van de 20e eeuw was dit afrit 30 van de A 30. Na de ombouw van de kruisende weg tot de vierbaans oostelijke rondweg van Osnabrück (tegenwoordig A33) werd de afrit omgebouwd tot een knooppunt.

## Configuratie
Rijstrook
Tussen het Kreuz Lotte/Osnabrück] en het kreuz Osnabrück-Süd heeft de A 30 als zuidelijke rondweg van Osnabrück, 2x3 Rijstroken, zowel de A 30 in de richting Bad Oeynhausen als de A33 hebben 2x2 rijstroken. Alle verbindingswegen hebben één rijstrook.
Knooppunt
Het knooppunt is een klaverbladknooppunt met rangeerbanen langs de A30.

## Verkeersintensiteiten
Dagelijks passeren ongeveer 90.000 voertuigen het knooppunt. Maar men houdt er rekening mee dat de verkeersdruk zal toenemen als de A 33 tussen Bielefeld en Borgholzhausen gereed is.
| Van                         | Naar                 | Gemiddeld aantal voertuigen per dag | Percentage vrachtverkeer |
| --------------------------- | -------------------- | ----------------------------------- | ------------------------ |
| AS Osnabrück-Nahne (A 30)   | AK Osnabrück-Süd     | 66.300                              | 16,6 %                   |
| AK Osnabrück-Süd            | AS Natbergen (A 30)  | 43.600                              | 21,0 %                   |
| AS Osnabrück-Fledder (A 33) | AK Osnabrück-Süd     | 39.200                              | 09,3 %                   |
| AK Osnabrück-Süd            | AS Harderberg (A 33) | 28.700                              | 13,8 %                   |

## Richtingen knooppunt
| Aansluitende wegen                 | Aansluitende wegen                           | Aansluitende wegen                  | Aansluitende wegen | Aansluitende wegen |
| ---------------------------------- | -------------------------------------------- | ----------------------------------- | ------------------ | ------------------ |
|                                    |                                              | richting Osnabrück-Fledder Diepholz |                    |                    |
|                                    |                                              |                                     |                    |                    |
| richting Osnabrück-Nahne Amsterdam | richting Natbergen Bad Oeynhausen / Hannover |                                     |                    |                    |
|                                    |                                              |                                     |                    |                    |
|                                    |                                              | richting Harderberg / Bielefeld     |                    |                    |